# Orange County Performing Arts Center

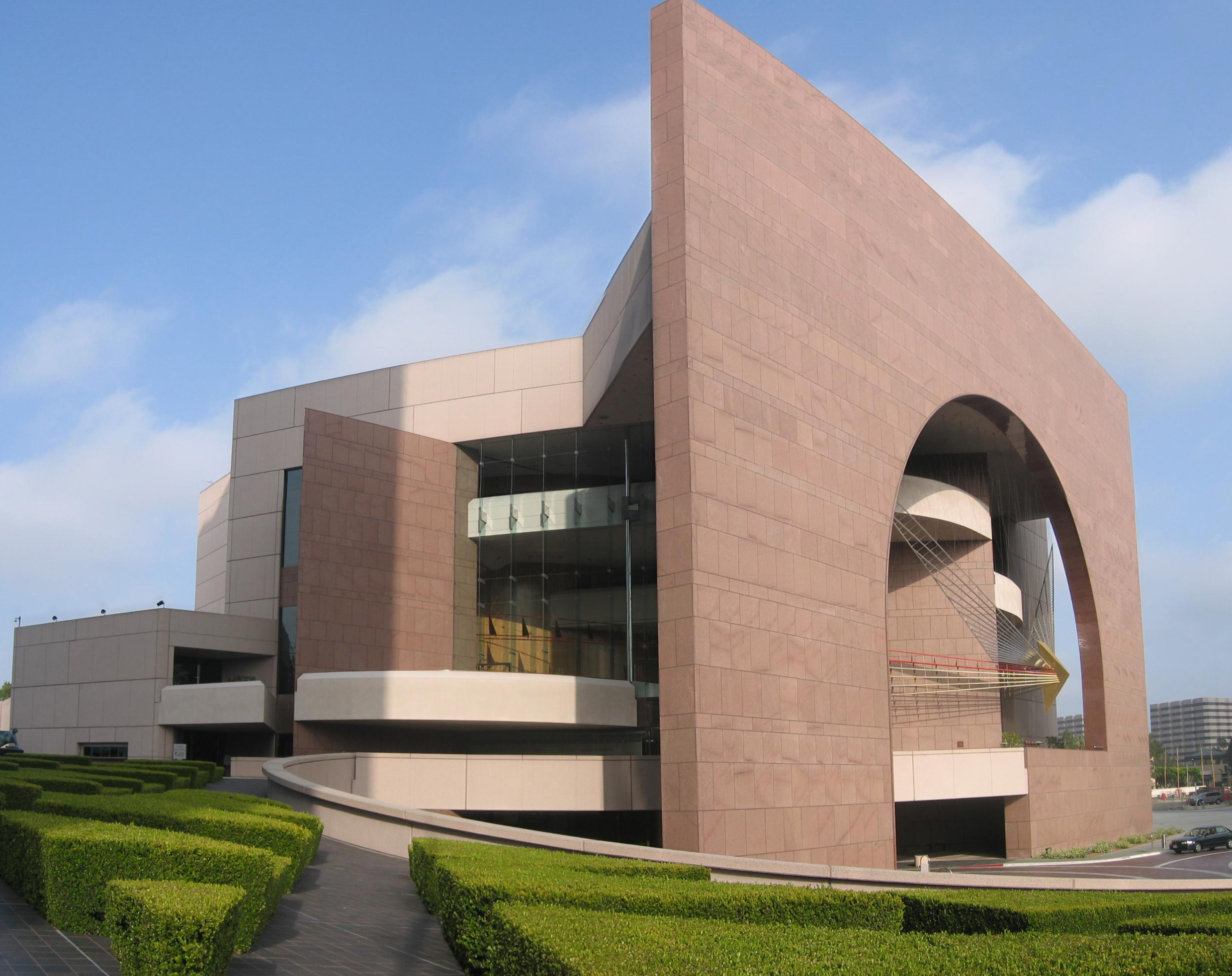
Die Segerstrom Hall bei Tag

Das Orange County Performing Arts Center (OCPAC) ist ein großes Konzerthaus in Costa Mesa im US-Bundesstaat Kalifornien. Der aus mehreren Sälen bestehende Komplex wurde 1986 errichtet und mehrmals erweitert. Im Januar 2011 wurde das Center in Segerstrom Center for the Arts umbenannt.
Das Haus gilt als kulturelles Aushängeschild des Orange County und bietet regelmäßig Vorstellungen renommierter Künstler und Gruppen aus aller Welt. Zugleich ist es Heimat der Pacific Symphony, der Philharmonic Society of Orange County, der Opera Pacific und der Pacific Chorale.

## Lage und Anfahrt
Das Segerstrom Center for the Arts liegt am Town Center Drive im Herzen von Costa Mesa. In unmittelbarer Nachbarschaft des Konzerthauses steht mit dem South Coast Plaza eines der größten Einkaufszentren der Vereinigten Staaten. Die mondäne Küstenstadt Newport Beach liegt nur wenige Minuten südlich am Pazifischen Ozean.
In verkehrsgünstiger Entfernung befindet sich ein Autobahnkreuz, an dem die Interstate 405 (San Diego Freeway) und die California State Route 55 aufeinandertreffen. Das nördliche Ende der California State Route 73 befindet sich ebenfalls unweit des OCPAC. Die beiden Großstädte Los Angeles und San Diego sind von hier aus in jeweils einer knappen Autostunde zu erreichen.
Die Orange County Transportation Authority (OCTA) unterhält mehrere Buslinien, die in der Nähe der Konzerthalle halten.

## Programm

### Veranstaltungen
Das Konzerthaus bietet das ganze Jahr hindurch ein reichhaltiges Angebot an Kulturveranstaltungen wie Konzerten, Kabarett, Ballett und Broadwayshows an.
Neben dem auf hohem Niveau agierenden Konzertbetrieb aller Genres legt die Verwaltung der Konzerthallen auch großen Wert auf die Durchführung von Veranstaltungen für Jugendliche und Kinder. Jedes Jahr nehmen etwa 500.000 Schüler jeglichen Alters eine Vielzahl der speziell auf sie abgestimmte kulturellen Angeboten war.
Eine eigene Abteilung des Managements kümmert sich darüber hinaus um die Verteilung von Freikarten für Studenten aus den nahegelegenen Universitäten.

### Besichtigung
Der riesige Gebäudekomplex mit den einzelnen Sälen kann bei geführten, kostenlosen Führungen besichtigt werden.

## Geschichte
Obwohl das Konzerthaus noch sehr jung ist, hat es eine abwechslungsreiche Geschichte vorzuweisen. Seit den 1960er-Jahren gab es seitens des Orange County aufgrund des rapiden Wachstums der umliegenden Städte Bestrebungen, eine Konzerthalle zu errichten. Diese sollte Veranstaltungen mit weltweit auftretenden Künstlern auf höchstem Niveau bieten. Zudem musste für die beiden ortsansässigen Orchester, der Philharmonic Society of Orange County und der Pacific Symphony eine angemessene Aufführungsstätte geschaffen werden.

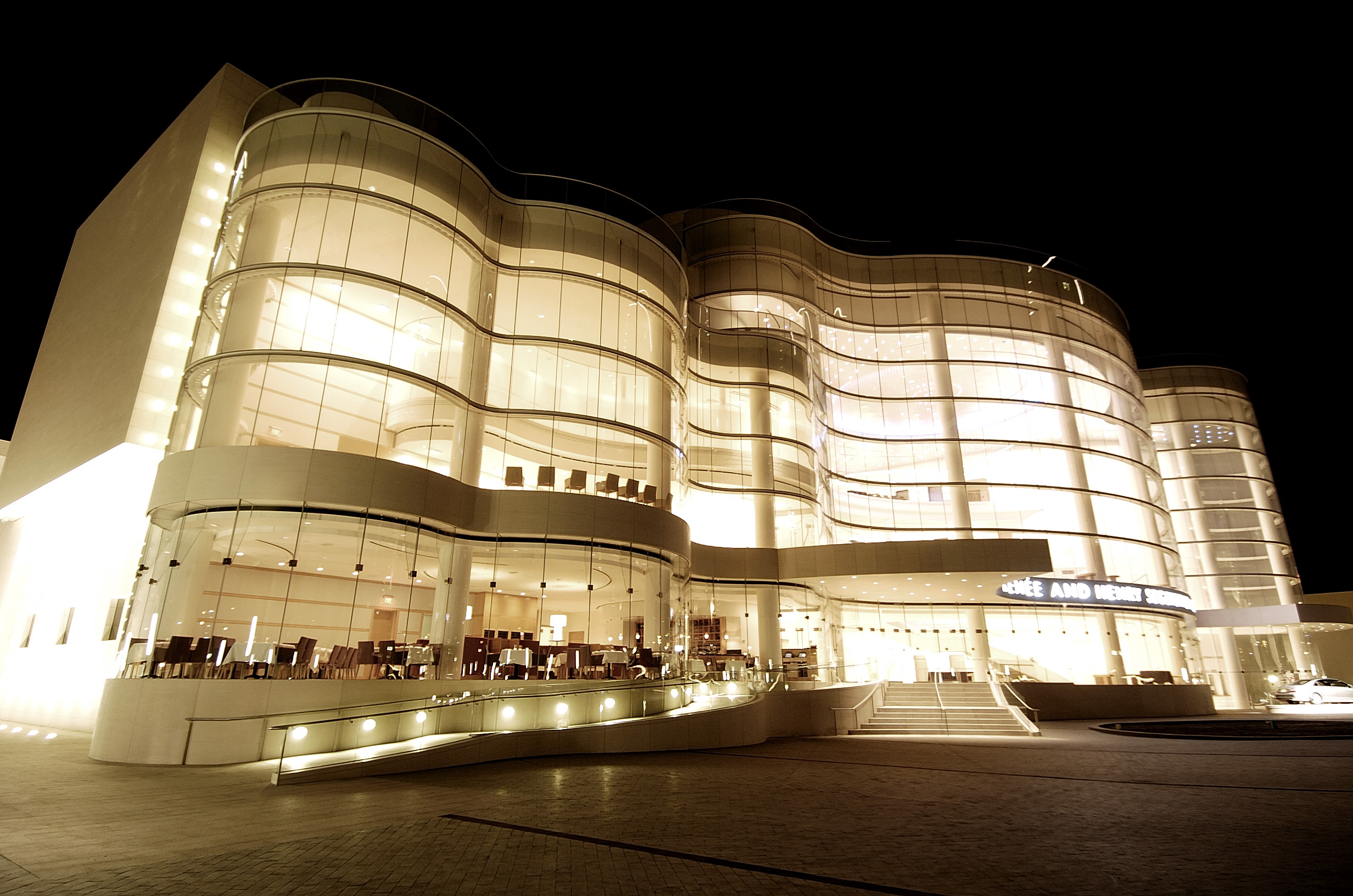
Die Segerstrom Hall bei Nacht

Im Jahre 1979 stiftete die Familie Segerstrom für das Projekt 20.000 Quadratmeter Land. Dies schuf die Voraussetzung für einen ausschließlich durch Privatspenden finanzierten Bau eines Kulturzentrums. Die Planung begann in den 1980er-Jahren durch das Architektenteam Harold Marshall und Dennis Paoletti. Für die Akustik zeichnete Jerald R. Hyde verantwortlich. Am 29. September 1986 wurde der Segerstrom Hall genannte erste Konzertsaal mit einem Konzert des Los Angeles Philharmonic Orchestra unter der Leitung von Zubin Mehta eingeweiht.
Als im Jahre 1998 die Familie Segerstrom wiederum 20 Millionen US-Dollar zur Verfügung stellte, begann man mit den Planungen zu einer großzügigen Erweiterung des bestehenden Gebäudekomplexes. Durch weitere Aktionen wurden insgesamt 200 Millionen US-Dollar an Spenden zusammengetragen. Die einzelnen Säle tragen die Namen ihrer Hauptsponsoren. So wurde der Bau des Samueli Theater mit 500 Plätzen maßgeblich durch die Spende von 10 Millionen US-Dollar durch die ortsansässige Unternehmerfamilie Henry Samueli ermöglicht. Der erste Spatenstich erfolgte am 6. Februar 2003 und wurde durch ein Konzert des Pacific Symphony Orchesters musikalisch begleitet.
Am 15. September 2006 wurde schließlich die nun mehrere Säle und Theater umfassende Erweiterung des Gebäudes feierlich eröffnet. Das Konzert in der neuen Renée and Henry Segerstrom Concert Hall bestritten Plácido Domingo, der Chor Pacific Chorale und das Pacific Symphony Orchestra unter der Leitung ihres Chefdirigenten Carl St. Clair. Am Tag darauf fand die Uraufführung des von Philip Glass komponierten Werkes The Passion of Ramakrishna für Chor und Orchester statt.
Die gesamten Einweihungsfeierlichkeiten dauerten sechs Wochen. Hierzu wurde ganz der ursprünglichen Philosophie entsprechend eine große Vielfalt an auswärtigen Künstlern, wie beispielsweise dem St. Petersburger Mariinski-Theater, eingeflogen. Unter anderem fand auch ein Tag der offenen Tür statt, welcher von über 10.000 Besuchern wahrgenommen wurde.

## Architektur und Ausstattung
Die architektonische Gestaltung des Gebäudes wurde von dem Architektenteam Harold Marshall und Dennis Paoletti übernommen. Für die Akustik zeichnete sich Jerald R. Hyde verantwortlich. Das optisch ansprechende Konzerthaus ist weitgehend im Stil der Moderne gehalten.

### Veranstaltungssäle
Auf dem weitläufigen Grundstück des Orange County Performing Arts Center existieren mehrere große Säle:
- Die Segerstrom Concert Hall mit 3.000 Plätzen
- Die Renée and Harry Segerstrom Concert Hall mit 2.000 Plätzen
- Das Samueli Multifunktionstheater mit 500 Plätzen
- Die Founders Hall mit 250 Plätzen

### Orgel
Die im großen Saal installierte Orgel ist ein Werk der Firma C. B. Fisk aus Gloucester in Massachusetts. Das Opus 130 der Firma umfasst 4322 Pfeifen verteilt auf 57 Register (73 ranks) und wurde im Jahr 2008 fertiggestellt. Das Instrument wird zu Ehren seines Stifters William J. Gillspie Concert Organ genannt. Als Besonderheit wurden der im französisch-romantischen Stil disponierten Orgel nach amerikanischer Tradition ein Solowerk sowie ein Tubawerk auf hohem Winddruck hinzugefügt, um bei großen symphonischen Werken mit dem Orchester mithalten zu können. Das Werk besitzt trotz der größtenteils mechanischen Spieltraktur zahlreiche elektrisch angesteuerte Pedaltransmissionen und Oktavkoppeln. Die Spieltraktur wird durch eine servopneumatische Kowalyshyn-Maschine unterstützt.